# تمثيل صوتي
التمثيل الصوتي هو فن أداء الأصوات للشخصيات في مجالات عدة، أو تزويد الجمهور بالمعلومات. ويُسمى مؤدي الصوت ممثل الصوت أو فنان الصوت أو التعليق الصوتي. يُعدُ التمثيل الصوتي مهنة إختصاصية دراماتيكية في المملكة المتحدة، بسبب تقليد شبكة بي بي سي الطويل في إنتاج الدراما الإذاعية.
وتشمل مهنة التمثيل الصوتي الرسوم المتحركة أو على منصة المسرح أو الشخصيات غير مرئية في أعمال عدة، مثل الأفلام الروائية والمدبلجة، وأفلام الرسوم المتحركة، والأنمي، والعروض التلفزيونية، وألعاب الفيديو، والأفلام الوثائقية، والإعلانات التجارية، والكتب الصوتية، والأعمال الإذاعية في مجال الدراما والكوميديا، والعروض في مدينة الملاهي، والمسرح، وعروض الدمى، والألعاب الصوتية. يمكنك أيضًا سماع الممثل الصوتي بوساطة إعلانات آلية مسجلة مسبقًا، تُعد جزءًا مهمًا من العالم الحديث في أماكن عدة، مثل: المتاجر، والمصاعد، وغرف الانتظار، ووسائل النقل العام. قد يتضمن دور الممثل الصوتي الغناء غالبًا عند لعب دور شخصية خيالية، ولكن في بعض الأحيان يُخصص ممثل آخر لأداء الغناء.

## الأنواع

### أصوات الشخصيات
يؤدي الممثل الصوتي صوت شخصيات الرسوم المتحركة. أما في الإنتاج الحي فغالبًا ما تتضمن قراءة دور برنامج في الحاسوب أو مراسل عبر الراديو أو شخصيات أخرى لن تظهر على الشاشة أبدًا. تُعطى الحرية الكاملة في إنتاج الصوت الدرامي، ويرجع ذلك لعدم وجود أهمية في مطابقة الدبلجة مع الممثل الأصلي أو شخصية الرسوم المتحركة. يبحث المنتجون والاستوديوهات عن أصوات ذات أنماط متعددة، مثل الأصوات المشهورة للأنتاج الدرامي، أو أصوات حديثة السن وفاتنة لإنتاجات أكثر عصرية.

### السرد
السرد، في التمثيل الصوتي خصوصًا، هو استخدام التعليق المنطوق لنقل القصة للجمهور. السارد هو أداة فنية يستخدمها الكاتب في القصة لتزويد والتعليق على الحبكة وأحداثها. يلعب الممثل الصوتي دور السارد ويكون مسؤولًا عن أداء النص المخصص له. يُعد السرد عنصرًا مهمًا في أعمال الأدب القصصي (الروايات، والقصص القصيرة، والمذكرات)، ولكن في بعض الأعمال (التي ليست أدبية، مثل: المسلسلات والأفلام وألعاب الفيديو) يكون السرد اختياريًا.

### الإعلانات التجارية
الإعلانات التجارية من أكثر المجالات الشائعة التي تستخدم التمثيل الصوتي، إذ يُعَيَّن الممثل الصوتي لأداء خطاب يتعلق بالإعلان. يوجد العديد من الأساليب التي تعرض هذه الإعلانات مثل التلفزيون، والأفلام، والراديو، وعن طريق الأنترنت. كل واحد من هذا الأسلوب لديه نمط خاص، مثلًا، إعلانات التلفاز تميل إلى كونها حادة النبرة وسريعة، بينما يميل التمثيل الصوتي في الراديو، محليًا على وجه التحديد، إلى نبرة مضخمة وبأسلوب مبالغ به. المجموع الكلي للإنفاق في مجال الإعلان بوساطة التمثيل الصوتي عبر التلفاز والراديو والانترنت هو نحو 21.8 مليار جنيه إسترليني في عام 2017. إضافة إلى أن التعليق الصوتي هو المجال الوحيد الذي تستخدم فيه تقنية إزالة الأصوات التي تظهر مع الصوت المُسجل (مثل صوت التنفس)، حتى يكون صوت الإعلان التجاري أكثر وضوحًا وغير مشوش.

### الترجمة
الدبلجة هي عملية قراءة الترجمة، إذ إن المعلق الصوتي يُحاكي صوت المتحدث الأجنبي لإنتاج أعمال محلية، ويصاغ التسجيل فوق الصوت الأصلي لإظهار الأصوات المحيطية في المشاهد (مثل الموسيقى والتأثيرات الصوتية)، وتُستخدم الدبلجة في مجالات عدة، والأكثر شيوعًا هي الأفلام الوثائقية، والمقابلات، وتقارير الأخبار.

### استبدال الحوار الآلي
هي تقنية إعادة تسجيل الحوار بوساطة الممثل الأصلي بعد تصوير المشهد لتحسين وتعديل جودة الصوت أو جودة أداء الحوار، ويمكن استخدامه لإعادة صياغة الحوار ونبرة الكلام وتوقيته، ويسمى أيضًا بمرحلة التكرار أو المزامنة الصوتية.

## التطبيقات
من استخدامات تمثيل الأصوات عملية الترجمة (والتي يطلق عليها بين الناس دوبلاج أو دبلجة ووصفه مدبلج مثل "مسلسل مدبلج")، حيث يقوم الممثل بتمثيل النص المترجم بلغته بدلا من استخدام نصوص الترجمة المطبوعة على الشاشة. تمثيل الأصوات المترجمة قد يكون بمحاكاة اللغة الأصلية، كما يحدث في الأفلام ومسلسلات التلفزيون والرسوم المتحركة، أو يكون أمرا غير مقيد كما يحدث في الترجمة المباشرة، حيث لا ينبغي تطابق الحديث المترجم مع حركة الفم مثلا، أو كما في التعليق على البرامج الوثائقية والتقارير.

## عملية التمثيل الصوتي
يتدرب ممثل الصوت كما يتدرب الممثل العادي في مراكز تدريبية ثم ينخرط في العمل بالتدرج، وقد يجمع الفنان بين التمثيل العادي وتمثيل الأصوات إذ تتشابه عملية التمثيل في النوعين. يقدم ممثل الصوت أصواتا مختلفة كما في التمثيل والترجمة، أو يكتفي بصوته الطبيعي كما في التعليق.
يستخدم تمثيل الأصوات عادة في تقديم الممثل للدور بلغته المحلية، ويشمل ذلك الأعمال التي تتحدث بلغة غير لغته وكذلك الأمر في اللهجات التي تعد فرعا من اللغات، وفي حالات، قد يقدم الممثل دورا بلغة أجنبية أو لهجة غير ما يتحدث به، مع إتقانه لتلك اللغة أو اللهجة الأخرى.